# Robert Paul (łyżwiarz figurowy)
Robert Paul (ur. 2 czerwca 1937 w Toronto, zm. 19 grudnia 2024 w Minneapolis) – kanadyjski łyżwiarz figurowy, startujący w parach sportowych z Barbarą Wagner. Mistrz olimpijski ze Squaw Valley (1960) i uczestnik igrzysk olimpijskich w Cortinie d'Ampezzo (1956), 4-krotny mistrz świata (1957–1960), dwukrotny mistrz Ameryki Północnej (1957, 1959) oraz 5-krotny mistrz Kanady (1956–1960).
Po zakończeniu kariery amatorskiej w 1960 występował z Wagner w rewii łyżwiarskiej Ice Capades do 1964 roku. Następnie przeniósł się do Los Angeles, gdzie występował w serialu telewizyjnym Ożeniłem się z czarownicą w roli trenera łyżwiarstwa. Chcąc utrzymać się w Kalifornii dorabiał jako prawdziwy trener łyżwiarstwa zostając w ten sposób mentorem przyszłej mistrzyni olimpijskiej 1968 z Grenoble, Peggy Fleming. Paul został również cenionym w środowisku choreografem i układał programy dla m.in. Fleming i mistrzyni olimpijskiej 1976 z Innsbrucka – Dorothy Hamill. Przez 16 lat (1970–1986) pracował dla The Walt Disney Company jako kierownik choreografii i scout talentów do ich rewii łyżwiarskich. 

## Osiągnięcia

### Pary sportowe
Z Barbarą Wagner
| Zawody                        | 1953           | 1954           | 1955           | 1956           | 1957           | 1958           | 1959           | 1960           |                |                |                |                |                |                |                |                |                |
| Międzynarodowe                | Międzynarodowe | Międzynarodowe | Międzynarodowe | Międzynarodowe | Międzynarodowe | Międzynarodowe | Międzynarodowe | Międzynarodowe | Międzynarodowe | Międzynarodowe | Międzynarodowe | Międzynarodowe | Międzynarodowe | Międzynarodowe | Międzynarodowe | Międzynarodowe | Międzynarodowe |
| ----------------------------- | -------------- | -------------- | -------------- | -------------- | -------------- | -------------- | -------------- | -------------- | -------------- | -------------- | -------------- | -------------- | -------------- | -------------- | -------------- | -------------- | -------------- |
| Igrzyska olimpijskie          |                |                |                | 6              |                |                |                | 1              |                |                |                |                |                |                |                |                |                |
| Mistrzostwa świata            |                |                | 5              | 5              | 1              | 1              | 1              | 1              |                |                |                |                |                |                |                |                |                |
| Mistrzostwa Ameryki Północnej |                |                | 3              |                | 1              |                | 1              |                |                |                |                |                |                |                |                |                |                |
| Krajowe                       |                |                |                |                |                |                |                |                |                |                |                |                |                |                |                |                |                |
| Mistrzostwa Kanady            | 2 J            | 1 J            | 2              | 1              | 1              | 1              | 1              | 1              |                |                |                |                |                |                |                |                |                |

### Soliści
| Mistrzostwa Kanady | 2 J | 2 J |

## Nagrody i odznaczenia
- Kanadyjska Galeria Sławy Łyżwiarstwa Figurowego – 1994[4]
- Światowa Galeria Sławy Łyżwiarstwa Figurowego – 1980[7]
- Kanadyjska Galeria Sławy Sportu – 1957[4]